# Franco Marvulli
Franco Marvulli (Zurigo, 11 novembre 1978) è un ex pistard e ciclista su strada svizzero, medaglia d'argento nell'americana ai Giochi olimpici di Atene 2004 e quattro volte campione del mondo su pista.

## Palmarès
- Giochi olimpici

Atene 2004: argento nel Madison.
- Mondiali

Copenaghen 2002: oro nello Scratch.
Stoccarda 2003: oro nello Scratch, oro nell'Americana.
Melbourne 2004: argento nell'Americana.
Palma di Maiorca 2007: oro nell'Americana.
- Europei

1998: argento nell'inseguimento individuale Under-23.
1999: argento nell'inseguimento individuale Under-23.
Brno 2001: oro nell'Omnium.
Büttgen 2002: oro nell'Omnium.
Mosca 2003: oro nell'Omnium.
Valencia 2004: oro nell'Americana.
Atene 2006: oro nell'Americana, bronzo nell'Omnium.